# 田崎信蔵
田崎 信蔵（たざき しんぞう、1885年〈明治18年〉1月20日 - 1942年〈昭和17年〉4月1日）は、日本の政治家。衆議院議員（2期）。

## 経歴
大阪府若江郡、のちの中河内郡八尾村（八尾町を経て現八尾市）出身。大阪薬学校(現・大阪大学大学院薬学研究科・薬学部)卒。卒業後は法政大学で学んだ。京都商工信用組合常務理事、(株)小川合金製作所取締役、京都建築工匠組合長、京都勧業無尽(株)取締役となり、京都市会議員、同副議長となる。
1924年の第15回衆議院議員総選挙において京都2区から革新倶楽部公認で立候補して初当選。1928年の第16回衆議院議員総選挙では京都1区から革新党公認で立候補して再選した。衆議院議員を2期務めた。所属会派はその後第一控室会となり、1930年の第17回衆議院議員総選挙では無所属で出馬したが落選した。1942年死去。